# Glasser (cantante)
Glasser, pseudonimo di Cameron Mesirow (Boston, 1983), è una cantautrice statunitense.

## Discografia
- 2009 - Apply (EP)
- 2010 - Ring
- 2013 - Interiors
- 2023 - crux